# Villa Romana do Montinho das Laranjeiras

A Villa romana do Montinho das Laranjeiras, igualmente conhecida como Ruínas do Montinho das Laranjeiras, é um conjunto de ruínas romanas situado junto à localidade de Montinho das Laranjeiras, na freguesia de Alcoutim e Pereiro, no Município de Alcoutim, no Distrito de Faro, em Portugal.
A Villa romana do Montinho das Laranjeiras está classificada como Sítio de Interesse Público desde 2013.

## Descrição
O sítio arqueológico situa-se junto ao Rio Guadiana, cerca de 10 Km a Sul da localidade de Alcoutim, entre as localidades de Laranjeiras e Montinho das Laranjeiras, tendo acesso pela Estrada Municipal 507.
Consiste principamente numa villa do período romano com uma pars fructuaria, zona produtiva relacionada com a agricultura, possuindo igualmente uma ecclesia, local de culto do visigótico, e vários buyut, edifícios residenciais muçulmanos. A ecclesia foi edificada em forma de cruz, numa imitação do Mausoléu de Gala Placídia, na província de Ravena, em Itália. Devido às grandes dimensões do núcleo habitacional islâmico, este pode ter constituído um funduq ou uma hospedaria, que era utilizada pelos comerciantes que navegavam pelo rio. O complexo também inclui várias sepulturas, e uma piscina de reduzidas dimensões revestida com mosaicos pintados.

## História
O sítio foi habitado durante três ciclos distintos de ocupação desde o século I a.C. até aos séculos XI ou XII d.C., correspondendo aos períodos romano, visigótico e muçulmano. Durante a primeira fase, terá sido principalmente um entreposto no Rio Guadiana, fazendo trocas comerciais com os mercadores que viajavam ao longo do rio até à cidade de Mértola. Posteriormente, nos fins do século VI ou princípios do século VII, durante o domínio Bizantino, foi construído o templo cruciforme. A terceira e última fase é referente à presença de diversos edifícios residenciais, que terão sido habitados entre os séculos XII e XIII, no período Almóada, de acordo com os vestígios de cerâmica encontrados no local.
Foi descoberto na sequência de grandes cheias no Rio Guadiana em 1876, tendo sido investigado em Março do ano seguinte pelo arqueólogo Estácio da Veiga, que o identificou como uma villa romana. As escavações prosseguiram na década de 1990, permitindo verificar que o sítio arqueológico não tinha sido ocupado apenas durante o domínio romano, mas que a sua utilização tinha prosseguido durante os períodos visigótico e islâmico.